# Göttlishofen
Göttlishofen ist ein Ortsteil der Gemeinde Argenbühl im Landkreis Ravensburg in Baden-Württemberg im Württembergischen Allgäu.

## Geographie

### Lage und Verkehrsanbindung
Göttlishofen liegt nördlich des Kernortes Argenbühl an der L 320. Westlich, 4,5 km entfernt, verläuft die A 96. Nördlich und östlich fließt die Untere Argen.#

### Ortsteile
Zum Gemeindeteil Göttlishofen gehören neben dem Weiler Göttlishofen die Weiler Aufreute, Meggen, Sägenweiher und Schlatt und die Höfe Au, Bach, Bachholz, Bremen, Buch, Buchwies, Haslach, Oberhalden, Ottomoos, Rohrmoos, Stieg, Unterhalden, Weißenbühl, Zaun und Zaunmühle.

## Geschichte
Am 1. Januar 1972 bildete Göttlishofen zusammen mit fünf weiteren Gemeinden die neue Gemeinde Argenbühl.